# بوسومبالا
بوسومبالا (به لاتین: Busumbala) یک منطقهٔ مسکونی در گامبیا است که در West Coast Division واقع شده‌است. بوسومبالا ۱۱٬۱۸۹ نفر جمعیت دارد.